# 古白鲟属
古白鲟属（學名：Paleopsephurus）是鲟形目、匙吻鲟科之下已灭绝的一属，目前唯一已知的物种是模式種威氏古白鲟（P. wilsoni），化石產自美国蒙大拿州麦空县地獄溪組的晚白垩世馬斯垂克階。本属是在北美洲發現的兩個匙吻鲟科化石属之一，另一个属为缀鳞鲟属（Crossopholis），同样也只包含一个已知物种，即模式种大尾缀鳞鲟（C. magnicaudatus），化石發現於美国怀俄明州绿河组的早始新世沉積物中。
1941年，美国古生物學家暨魚類學家 Archie Justus MacAlpin 在其博士論文中首次描述了威氏古白鱘，後於1947年發表了更為詳細的描述。他的描述基於密西根大學古生物學博物館（英文縮寫：UMMP）收藏的三件古白鱘化石標本（後被拆分為四件），這些標本係由密西根大學古生物學博物館的考察隊，於1938年在蒙大拿州佩克堡东南39公里處的地獄溪組露頭砂岩中採集，一同出土的還有史前鱘科物種原鏟鱘（Protoscaphirhynchus squamosus）的正模標本。編號為“UMMP 22206”的古白鱘標本包括一塊大致完整且略有破碎的頭骨（下颌骨在1947年至1980年代末的某個時間點遺失），以及部分皮質鱗、胸帶和胸鰭；另外兩件標本與“UMMP 2226”發現於同一地點，編號分別為“UMMP 22207”和“UMMP 22208”，其中“UMMP 22207”是古白鱘尾側的一部分，“UMMP 22208”則是帶有胸鰭的肩部碎片，胸鰭部分後被編為單獨的標本“UMMP 22209”。雖然這些標本的發現地點相隔很近，但無法確定牠們是否屬於同一個體，因此被作為三個獨立的標本描述。